# Поднепровская Украина

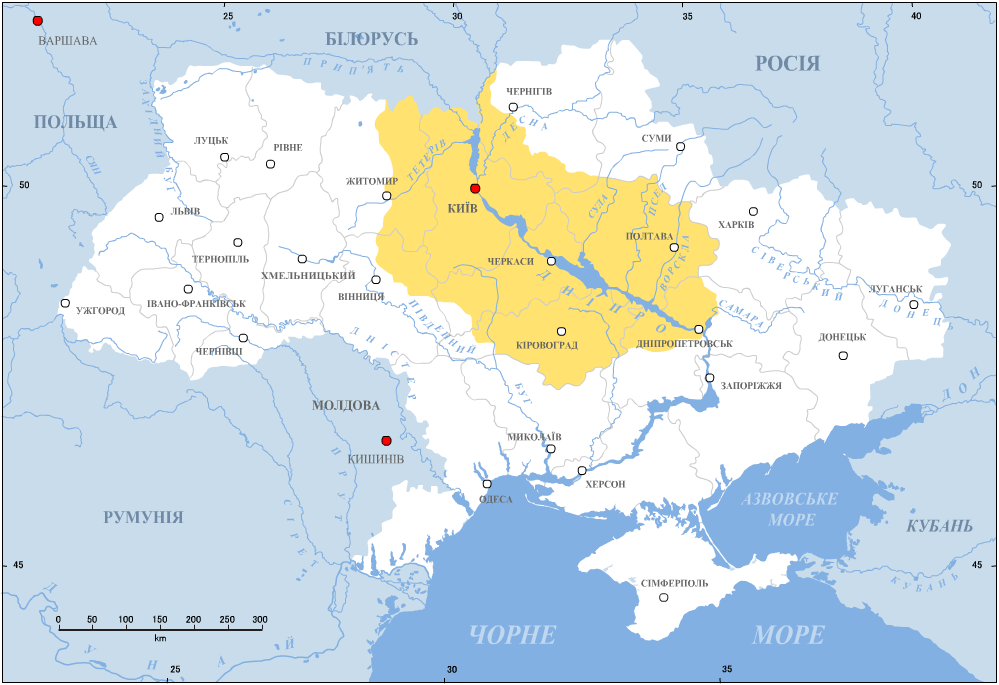
Примерная область Поднепровской Украины в границах современной Украины

Поднепровская Украина, Среднее Поднепровье, Надднепрянщина (укр. Наддніпрянська Україна, Наддніпрянщина) — историческая область на территории Центральной Украины, давшая название современному государству.
Надднепрянщина расположена между Волынью и Подольем на западе, Полесьем на севере, Северщиной и Слобожанщиной на востоке и Запорожьем на юге.

## История
В древнерусскую эпоху на землях Среднего Поднепровья находились одни из главных очагов русской государственности, однако впоследствии оно оказалось на рубеже соперничавших восточноевропейских держав, что предопределило его название. При этом нарицательный термин «украина» появился ещё в XII веке и означал «пограничье». Впервые он встречается в Ипатьевской летописи XV века. Описывая смерть Владимира Глебовича, князя Переяславского, автор текста написал, что после его смерти ѡ нем же оукраина много постона. Здесь имелись в виду сторожевые крепости Посульской оборонительной линии. Украинами в летописях и документах впоследствии именовались многие порубежные земли Руси (галицкая, псковская, окская и прочие).

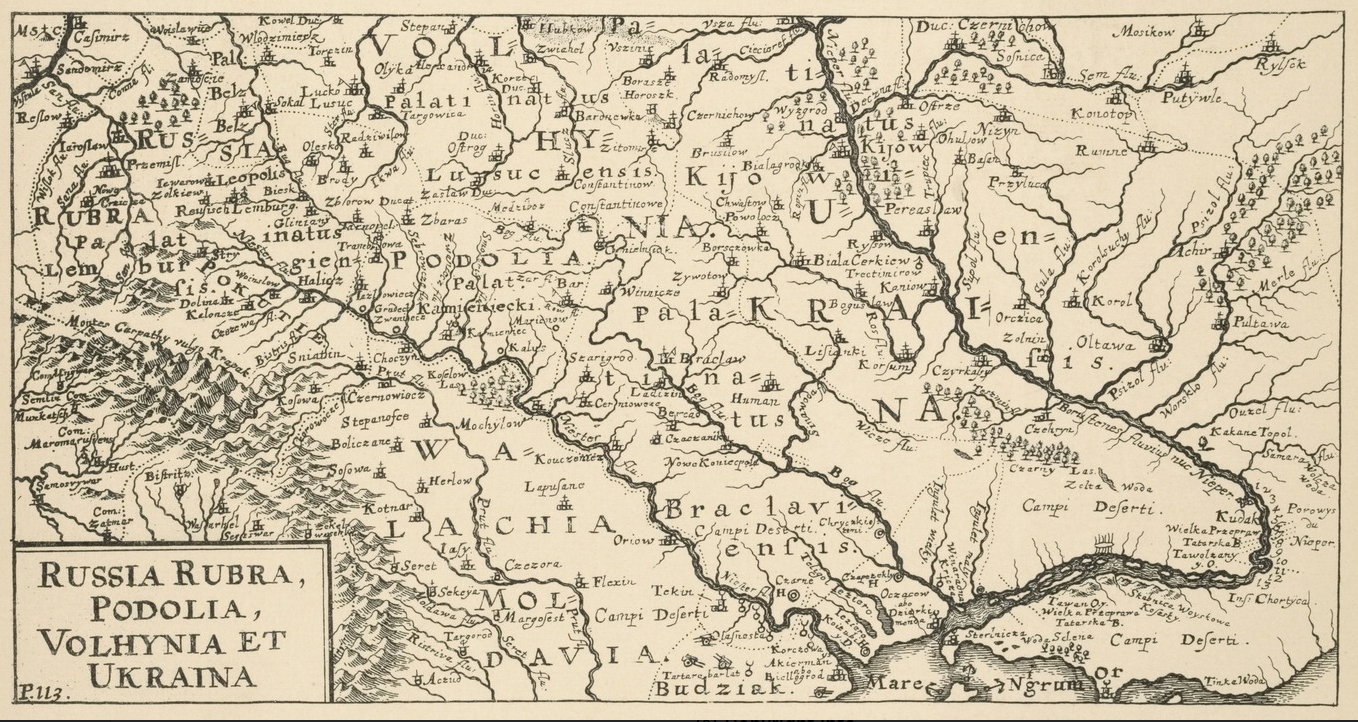
«Червонная Русь, Подолье, Волынь и Украина». Карта Якоба фон Зандрарта, 1687

Как имя собственное Среднего Поднепровья Украина было использовано в первый раз во время Речи Посполитой в 1590 году в названии Сеймовой Конституции в соответствии с проектом Яна Замойского: Porządek ze strony Niżowców i Ukrainy. Это определяло земли воеводств: Киевского и Брацлавского Речи Посполитой.
В связи с польским разорением Чернигово-Северской земли в эпоху Смуты, её присоединением к Речи Посполитой (Польская Русь) как Черниговское воеводство и заселением запорожскими казаками, термин Украина постепенно стал включать и данный исторический регион, прежде относившийся к Русскому государству. В 1613 году на карте Томаша Маковского, изданной в Амстердаме, площадь правого берега Днепра определяется как Нижняя Волынь, которыя называется Украиной или Низом. В 1651 году тот же самый автор создал следующую карту, на которой Украиной назвал территорию от Днепра до Южного Буга. На рубеже XVI и XVII веков название «Украина» начало обозначать края, лежащие в среднем и нижнем течении Днепра.
Чаще всего Украиной в XVI—XVII веках называли земли Киевского воеводства.
В эпоху гражданской войны и политического раскола в Гетманщине, известных как Руина, появились термины Правобережная Украина и Левобережная Украина.

## Административное деление
В XVI—XVII веках географическая область «Украина» состояла из земель, входящих в Киевское и Брацлавское воеводства Речи Посполитой, а также между 1634 (Поляновский мир) и 1686 годом (Мир Гжимултовского) также Черниговское воеводство. Главные города: Киев, Гадяч, Полтава, Чигирин, Житомир.
|  |  |  |